# Ałmazna
Ałmazna (ukr. Алмазна) – miasto na Ukrainie w obwodzie ługańskim. Ośrodek przemysłu spożywczego. Od 2014 roku miasto jest okupowane przez Ługańską Republikę Ludową, kontrolowaną przez Rosję.
Miasto od 1977 roku. W miejscowości znajduje się stacja kolejowa.

## Demografia
- 1989 – 7 487[2][3]
- 2013 – 4 325[4]
- 2014 – 4 299[1]